# Le Crime des justes
Pour plus de détails, voir Fiche technique et Distribution.
Le Crime des justes est un film français réalisé par Jean Gehret en 1948, sorti en 1950.

## Fiche technique
- Réalisateur : Jean Gehret, assisté de Émile Roussel
- Assistant réalisateur: Jean-Louis Lévi-Alvares
- Scénario et dialogue : André Chamson d'après son roman
- Photographie : Georges Million
- Montage : Myriam Borsoutsky
- Photographe de plateau: Denise Bellon
- Son : Fernand Janisse
- Musique : Henri Dutilleux
- Producteur : André Sarrut
- Société de production : Les Gémeaux
- Directeur de production : Maurice Saurel
- Pays :  France
- Format : Son mono - Noir et blanc - 35 mm  - 1,37:1
- Genre : Film dramatique
- Durée : 88 minutes
- Date de sortie : 
  - France - 19 avril 1950

## Distribution
- Jean Debucourt : Arnal dit "Conseiller", le chef d'une famille respectée d'un village cévenol
- Claudine Dupuis : Clémence, sa fille adoptive, une sourde-muette
- Jean-Marc Lambert : Maurice Arnal, le fils de "Conseiller", qui a une idylle avec Clémence
- Frédérique Hébrard : Jeannette
- Jean Gosselin : le fils Carrière
- Edmond Guiraud : le maire
- Robert Seller : Albin

## À noter
- Le tournage du film a débuté le 9 juillet 1948 pour terminer le 4 septembre 1948 (source : Ciné-Ressources)
- Film restauré en 2020 dans le cadre du dispositif d'aide à la restauration et à la numérisation du CNC
- Film déposé au CNC.